# Radiatus bradus
Radiatus bradus är en fjärilsart som beskrevs av Mielke 1968. Radiatus bradus ingår i släktet Radiatus och familjen tjockhuvuden. Inga underarter finns listade i Catalogue of Life.